# Władysław Czerny

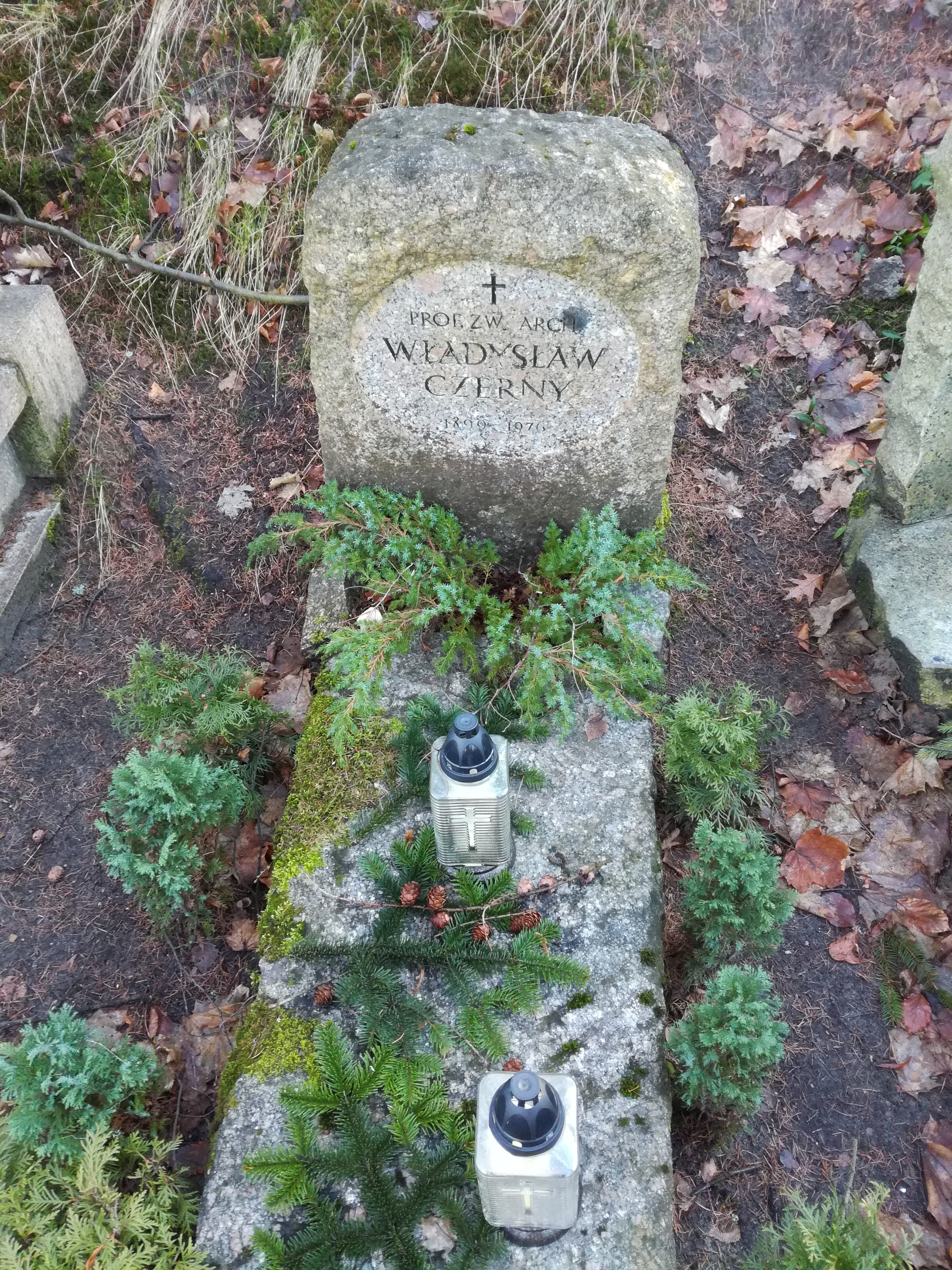
Grób Władysława Czernego na cmentarzu Srebrzysko w Gdańsku

Władysław Schwarzenberg-Czerny (ur. 6 maja 1899 w Krakowie, zm. 18 grudnia 1976 we Wrocławiu) – polski inżynier, wykładowca i działacz społeczny, wiceprezydent Warszawy (1944–1945) i Gdańska (1945–1947).

## Życiorys
Po zdaniu matury  w 1917 w III Gimnazjum Klasycznym im. Jana Sobieskiego w Krakowie rozpoczął studia architektoniczne na Politechnice Wiedeńskiej. Powołany w 1920 do wojska, służył przez cztery miesiące jako saper. W latach 1921–1926 odbywał praktykę w pracowni architektonicznej prof. Romualda Gutta, studiując równocześnie na Wydziale Architektury Politechniki Warszawskiej. W marcu 1927 roku obronił pracę dyplomową pt. „Plan zabudowy Gdyni” i otrzymał stopień inż. architekta. W dwudziestoleciu międzywojennym zatrudniony jako architekt miejski w Zarządzie Miejskim w Warszawie. Podczas II wojny światowej pracował jako tłumacz języka niemieckiego w administracji miejskiej, udało mu się m.in. wynieść tajne plany zniszczenia miasta. W latach 1944–1945 pełnił obowiązki wiceprezydenta Warszawy – zastępcy Mariana Spychalskiego. W listopadzie 1944 roku wystosował do Polskiego Komitetu Wyzwolenia Narodowego memoriał w sprawie utrzymania Warszawy jako stolicy państwa.
Po wyzwoleniu Pomorza przeniósł się do Gdańska, gdzie został mianowany wiceprezydentem miasta. Jako członek zarządu zajmował się m.in. ustalaniem polskich nazw ulic, a także komunikacją, infrastrukturą i organizacją Politechniki. Był jednym z promotorów odbudowy części centrum Gdańska w formach historycznych. Z rekomendacji SD działał również w Miejskiej i Wojewódzkiej Radzie Narodowej.
W latach 1947–1962 wykładał w Katedrze Urbanistyki Politechniki Gdańskiej, 17 września 1960 roku otrzymał nominację na prof. zwyczajnego. Przeniesiony na własną prośbę 1 marca 1964 roku na Politechnikę Wrocławską, również tam objął kierownictwo Katedry Urbanistyki. W latach 1950–1953 więziony w Warszawie na ul. Rakowieckiej z powodów politycznych. Otrzymał Krzyż Kawalerski Orderu Odrodzenia Polski.
Został pochowany na cmentarzu Srebrzysko (rejon VII, taras V, rząd 1, grób 32).
Jego żoną była Ludmiła, z domu Leszczyńska (córka Franciszka, siostra Michała).

## Upamiętnienie
Został patronem tramwaju Pesa Swing 120NaG SWING Gdańskich Autobusów i Tramwajów o numerze bocznym 1012.

## Wybrane publikacje
- Architektura zespołów osiedleńczych: studia i szkice, „Arkady”, Warszawa 1972.